# Río Tapajós

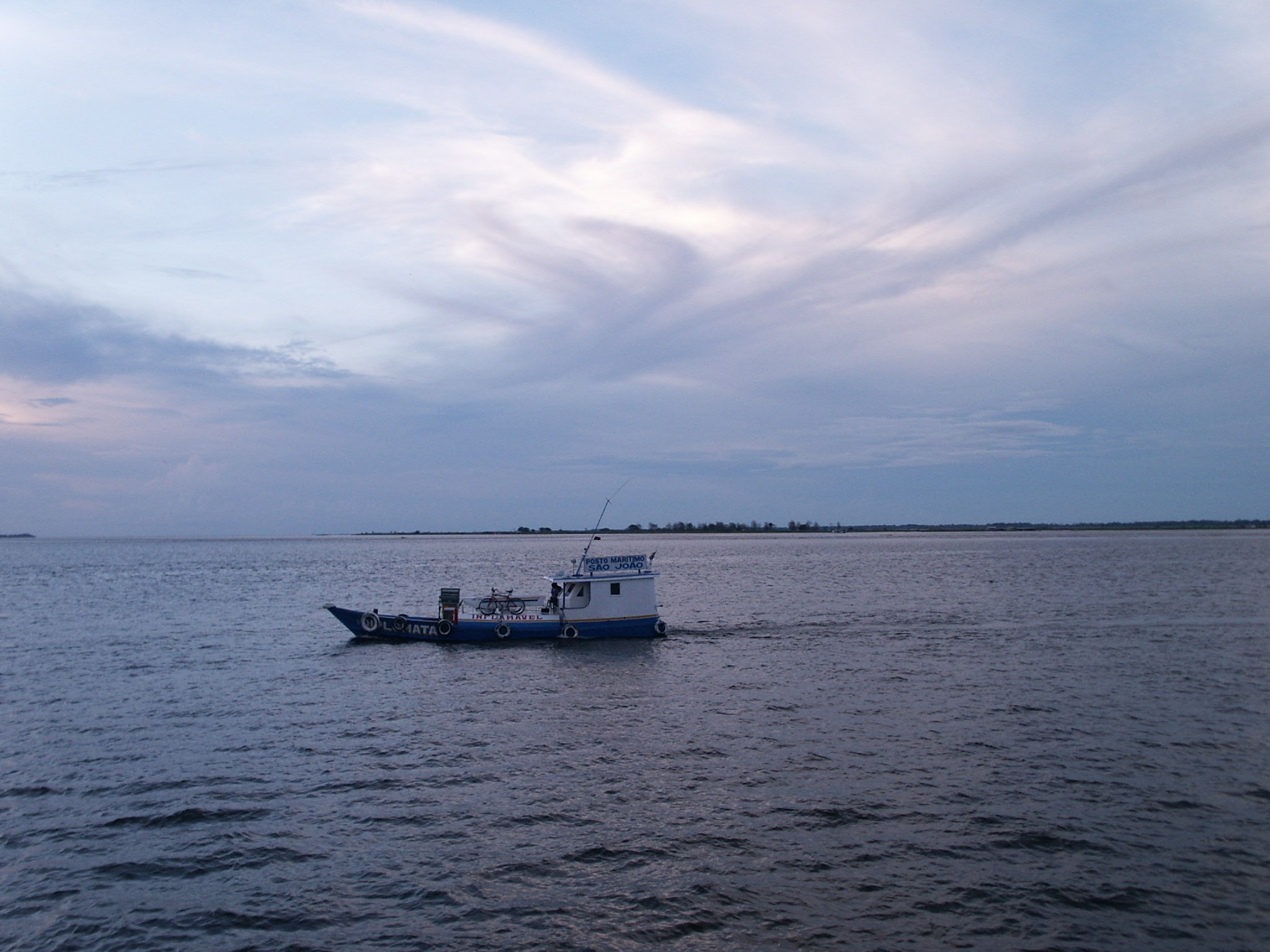
El Tapajós en Santarén. Aquí el río tiene un ancho de 12 km, mayor que el del propio Amazonas en este tramo.

El río Tapajós (o Tapajoz) es un largo y caudaloso río amazónico brasileño, el principal afluente de la margen derecha del río Amazonas. Discurre a través de los estados de Amazonas y Pará, aunque su curso alto atraviesa el estado de Mato Grosso. Su longitud es de 810 km, aunque con el río Teles Pires, un afluente de su margen derecha, su longitud total alcanza 2.291 km.

## Geografía
El curso alto del río se origina en la elevada meseta de la región de Diamantino (14°25′ S de latitud). Una serie de ríos y arroyos que drenan esa parte del Mato Grosso, se unen para formar el río Teles Pires (o río Manoel) y el río Arinos —que luego se une al río Juruena (latitud 10°25′ S) para formar el curso del Alto Tapajós, que mantiene ese nombre hasta la confluencia con el propio Teles Pires. 
En la confluencia entre los ríos Juruena y Teles Pires, en Barra do Sao Manoel, es donde nace propiamente el río Tapajós. En un corto tramo, forma la frontera natural entre los estados de Amazonas y Pará, bañando las localidades de Barraca de A. Lopes y Paraíso, en el límite con el estado de Pará. Gira aquí en dirección más noreste, adentrándose en el estado de Pará, cruzando las localidades de Jacareacanga, Mamae Ana, Agapo Açu y Porto Alegre. A partr de aquí, el río bordea por el sur el parque nacional de la Amazonia, en un tramo en el que se encuentran las localidades de Buiucu, Pouso Grande y Sao Luis do Tapajós. El río sigue discurriendo aguas abajo, en un tramo de gran anchura, bañando Itaituba (124.865 hab. est. en 2008), Pedreiras, Aveiro, Pinhel, Camara, Belterra, Alterdo Chao y finalmente Santarém, ya en la boca con el río Amazonas, la más importante de todo el curso (274.012 habitantes en 2005).
Sus principales afluentes son los ríos Cururu, Tropas, Crepori, río Jamanxim (510 km) y Arapiuns, casi en la desembocadura.
El río Tapajós es conocido por sus aguas de un verde azulado. En su curso bajo sus orillas están bordeadas de playas de arena de un blanco brillante, que descienden suavemente hacia el río. A diferencia de la mayoría de los ríos de la Amazonía, sus aguas son transparentes. El río en sus últimos 150 km, tiene de 7 a 16 km de ancho y gran parte de su cauce es muy profundo. En esta zona está bordeado por acantilados de casi 100 metros de altura, pero a pocos kilómetros aguas arriba de Santarém, se retiran en la parte oriental y no se acercan a la inundable llanura amazónica hasta algunos kilómetros por debajo de Santarém. En su confluencia con el Amazonas tiene un cauce de 12 km de anchura, más que el del propio Amazonas: aquí el río tiene una profundidad de solo 40 cm. (Si su anchura se redujera a solamente 120 m, su profundidad sería de 40 m). 
La carretera Transamazónica (BR-230) corre paralela al río Tapajós por su margen izquierda, desde Paraíso a Itaituba, donde cruza el río y sigue en dirección este, alejándose del río. En Ruropolis, la Transamazónica se cruza con el eje Cuiabá-Santarém (BR-163), la principal vía de comunicación terrestre del Mato Grosso.
El polo de inaccesibilidad de América del Sur se encuentra cerca de las fuentes de algunos afluentes del Tapajós, cerca de la ciudad Utiariti.
El río Tapajós lleva su nombre por los indios tapajós, una tribu de nativos americanos de Santarém. Es un río muy poco poblado, a causa de la cerrada selva y las dificultades de navegación por las cacheiras (cascadas o rápidos).

## Navegación
La hidrovia Tapajós-Teles Pires tiene 1.043 km de longitud, correspondiendo 851 km al río Tapajós, entre Santarém y su nacimiento, y 192 km al río Teles Pires, entre su boca y la cacheira Rasteira. Es la principal vía de exportación del estado de Mato Grosso. Los tramos de la hidrovía son los siguientes:
- Santarém/ São Luís do Tapajós. Un tramo de 345 km apto para grandes embarcaciones, con un calado de 2,5 m, el 75% del año, siendo remontado por cruceros desde el Amazonas.
- São Luís do Tapajós/ Buburé. Un tramo de 28 km con muchos rápidos y cascadas, a partir del Maranhão Grande, apto solo para pequeñas embarcaciones de un calado máximo de 1,0 m, y en ciertas condiciones favorables de aguas altas y sin carga, para algunas mayores.
- Buburé/ Jacareacanga. Un tramo de 285 km con buenas condiciones de navegación en los primeros 170 km, hasta la desembocadura del río Jamanxim. Los siguientes 50 km es un tramo de muchas cachaeiras y luego vuelven las condiciones favorables.
- Jacareacanga/ confluencia con el río Teles Pires. Un tramo de 193 km.
- Confluência con el río Teles Pires / cachoeira Rasteira. Un tramo de 192 km, con buenas condiciones, con un calado de 1,5 m.

Los cursos del bajo Arinos, el alto Tapajós y el propio Tapajós, hasta el último rápido, el Maranhão Grande, tienen un conjunto formidable de cascadas y rápidos muy peligrosas para la navegación. Desde Santarém hasta el Maranhão Grande, el río Tapajós es navegable incluso para embarcaciones de gran tamaño. Aguas arriba de Itaituba, el río es navegable solamente para pequeñas embarcaciones debido a los rápidos. Hay planes para limpiar la parte superior de los obstáculos a la navegación para explotar los yacimientos de materias primas.